# Sat.1 Gold

Sat.1 Gold est une chaîne de télévision allemande à destination d'un public féminin âgé de 40 à 65 ans.